# Smilax ovatolanceolata
Smilax ovatolanceolata är en enhjärtbladig växtart som beskrevs av Tetsuo Michael Koyama. Smilax ovatolanceolata ingår i släktet Smilax och familjen Smilacaceae. Inga underarter finns listade.